# Inez Andrews
Inez Andrews (14 de abril de 1929, Birmingham, Alabama, Estados Unidos—19 de diciembre de 2012) fue una artista, cantante de góspel, compositora y productora.

## Biografía
Su cante es de amplio alcance de voz -desde contralto a gemido desgarrador- obtuvo un lugar importante en la música góspel.
El Chicago Tribune señaló que la contralto gutural Andrews hizo notas bajo el trueno, mientras que la enorme variedad de su instrumento le permitió alcanzar lanzamientos estratosféricos sin falsete y que su entrega dramática la convirtió en una presencia carismática en la iglesia y en el escenario.
Andrews comenzó a cantar en la iglesia cuando era una niña y contribuyó en la música góspel a través de varios grupos evangélicos de la década de 1940 antes de unirse a The Caravans en 1957. Como miembro de The Caravans en la década de 1950, Shirley Caesar, bautizó a Andrews como The High Priestess —la gran sacerdotisa— por su habilidad para cantar las notas altas.
Shirley Caesar en 2013, declaró que nunca hubo ni habrá otra voz como Inez Andrews.

## Discografía

### Álbumes de estudio
- 1963 - The Need Of Prayer.
- 1964 - Letter To Jesus.
- 1972 - Lord Don't Move That Mountain.
- 1975 - This Is Not The First Time I've Been Last.
- 1979 - Chapter 5.
- 1981 - I Made A Step.
- 1982 - My Testimony.
- 1984 - Lord Lift Us Up.
- 1986 - Jehovah Is His Name.
- 1987 - The Two Sides Of Inez Andrews.
- 1988 - If Jesus Came To Your Town Today.
- 198? - Close To Thee.
- 1990 - A Sinner's Prayer.
- 1990 - Lord Lift Us Up.
- 1990 - My Testimony.
- 1990 - I Made A Step In The Right Direction.
- 1990 - Inez Andrews.
- 1991 - Raise Up A Nation.
- 1991 - Shine On Me.

### Álbum en vivo
- 1974 - Live At The Munich Gospel Festival.

### Álbumes
- 1999 - Headline News.
- 2005 - Most Requested Songs.

### Singles
- 1972 - I'm Free / Lord Don't Move The Mountain.
- 1975 - Help Me / God's Humble Servant.
- 1980 - I'm Free / Lord Don't Move The Mountain (re-release).
- 19?? - Close To Thee.